# Lepidodactylus tepukapili
Lepidodactylus tepukapili este o specie de șopârle din genul Lepidodactylus, familia Gekkonidae, descrisă de Zug, Watling, Alefaio, Alefaio și Ludescher în anul 2003. Conform Catalogue of Life specia Lepidodactylus tepukapili nu are subspecii cunoscute.